# Jewhen Selin

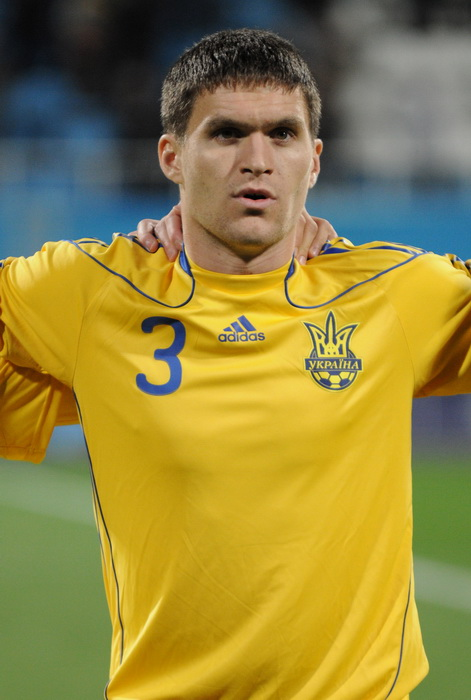
Jewhen Selin

Jewhen Serhijowytsch Selin (ukrainisch Євген Сергійович Селін; * 9. Mai 1988 in Nowoajdar in der Oblast Luhansk) ist ein ukrainischer Fußballspieler.

## Sportlicher Werdegang
Selin begann mit dem Fußballspielen bei den Junioren von Stal Altschewsk. In der Saison 2006/2007 wechselte er zu Metalist Charkiw, wo er aber kein Stammspieler wurde. Von 2010 bis Ende 2012 spielte der 190 Zentimeter große Abwehrspieler für Worskla Poltawa. Seit Januar 2013 spielt er für Dynamo Kiew.
Im Oktober 2011 wurde Selin erstmals in die ukrainische Nationalmannschaft berufen und spielte in einem Freundschaftsspiel gegen Bulgarien. Nationaltrainer Oleh Blochin berief ihn in das Aufgebot für die Fußball-Europameisterschaft 2012. Selin kam bei der EM in allen drei Gruppenspielen des ukrainischen Teams zum Einsatz.